# Andreas Tzermiadianos
Andreas Tzermiadianos (griechisch Ανδρέας Τζερμιαδιανός, * 12. März 1972 in Athen) ist ein griechischer Schachspieler, -trainer, -eröffnungsexperte und -schiedsrichter.

## Leben
Für die griechische Nationalmannschaft spielte er bei der Schacholympiade 1998 in Elista am zweiten Reservebrett (+1 =3 −1). Tzermiadianos nahm dreimal am European Club Cup teil, und zwar 2002 in Kallithea (Chalkidiki) für die Chess Academy of DEI Northern Greece, 2003 in Rethymno für OAA Heraklion und 2013 auf Rhodos für PS Peristeri. Bei der Mannschaftseuropameisterschaft 2011 in Porto Carras war Andreas Tzermiadianos einer der Schiedsrichter (Deputy Arbiter).
Das Buch Beating the Petroff verfasste er gemeinsam mit dem griechischen Großmeister Vasilios Kotronias. Im Sommer 2008 erschien sein Buch How to Beat the French Defence: The Essential Guide to the Tarrasch.
Er trägt seit 1994 den Titel Internationaler Meister. Die abschließende Norm erzielte er 1994 bei der U26-Weltmeisterschaft in Sofia, bei der er den dritten Platz belegte und die IM-Norm um einen Punkt übererfüllte. Er hat auch zwei Normen für einen Großmeister-Titel. Den Titel FIDE-Trainer trägt er seit 2014. Seine Elo-Zahl beträgt 2421 (Stand: Dezember 2021), damit läge er auf dem mit Spyridon Skembris geteilten 21. Platz der griechischen Elo-Rangliste, wird aber als inaktiv gelistet, da er seit der griechischen Mannschaftsmeisterschaft 2019 keine Elo-gewertete Partie mehr gespielt hat. Seine bisher höchste Elo-Zahl war 2465 im Juli 1998.

## Veröffentlichungen
- Beating the Petroff. Batsford, London 2004, ISBN 0-7134-8919-7. (gemeinsam mit Vasilios Kotronias)
- How to Beat the French Defence: The Essential Guide to the Tarrasch. Everyman Chess, London 2008, ISBN 1-85744-567-8.